# Mezobromelia lyman-smithii
Mezobromelia lyman-smithii là một loài thực vật có hoa trong họ Bromeliaceae. Loài này được Rauh & Barthlott mô tả khoa học đầu tiên năm 1976.